# 菊間崇祠
菊間 崇祠（きくま たかし、旧名：卓、1934年3月20日 - 2024年12月4日）は、八王子実践高等学校女子バレーボール部の元監督である。

## 人物
東京府東京市池袋出身。
1956年中央大学法学部を卒業後、1958年から八王子実践高校に社会科の教員として赴任し、バレー部顧問をかって出る。
以来、女子バレー部監督歴50年余りとなる名将として知られる。指導のスタンスは「求めよ、されば与えん」。大林素子が「私はレシーブしなくてもいいのですか」と申し出て初めて猛烈な特訓をはじめたという。
これまで大林や三屋裕子、福田記代子、多治見麻子、狩野美雪・舞子姉妹ら、多くのプロバレーボール選手を育成してきた一方、その指導方針であるスパルタ指導に対しては賛否がある。前バレーボール全日本女子チーム監督、柳本晶一が指導において根性論を撤回したことを激しく非難している。
2012年、監督を退任。
2024年秋に脚を骨折し、入院手術を受けて回復したものの、12月4日、誤嚥性肺炎に罹患したことにより死去。訃報は同年12月6日に娘の菊間千乃が自身のSNSで明らかにした。90歳没。

## 家族
妻は八王子実践高校の元部員（マネージャー）、実娘は元フジテレビアナウンサーで弁護士の菊間千乃。普段はバレー部合宿所に寝泊まりし、帰宅するのは月に1回あるかないかだったという。

## 著書
- 『道は開ける　現代っ子を「やる気」にさせる法』（ふこく出版、2000年）